# Parlamentsvalet i Storbritannien 2015
Parlamentsvalet i Storbritannien 2015 hölls 7 maj för att utse 650 platser i det brittiska underhuset. Valet skedde i form av majoritetsval i enmansvalkretsar. Det konservativa partiet vann en egen majoritet i parlamentet. Som ett resultat av valet avgick ledarna för de tre största partierna efter de konservativa.

## Inför valet
Inför valet var det i opinionsundersökningarna jämnt mellan de två största partierna Konservativa partiet och Labour. Enligt BBC var de viktigaste frågorna för väljarna invandringen, skatter och ekonomi, hälsovård och välfärd, jobb samt säkerhetsfrågor och EU. Både konservative  premiärministern David Cameron och ledaren för Labour, Ed Miliband, meddelade att de tänkte omförhandla de brittiska villkoren för EU-medlemskapet om de vann valet. Cameron sa även att om han vinner valet kommer en ny folkomröstning om EU-medlemskapet hållas i Storbritannien senast 2017.

## Valresultat
| Parti                              | Röstandel (%) | Parlamentsplatser |
| ---------------------------------- | ------------- | ----------------- |
| Konservativa partiet               | 36,9          | 331               |
| Labour                             | 30,4          | 232               |
| Scottish National Party            | 4,7           | 56                |
| Liberaldemokraterna                | 7,9           | 8                 |
| Democratic Unionist Party          | 0,6           | 8                 |
| Sinn Féin                          | 0,6           | 4                 |
| Plaid Cymru                        | 0,6           | 3                 |
| Social Democratic and Labour Party | 0,3           | 3                 |
| Ulster Unionist Party              | 0,4           | 2                 |
| United Kingdom Independence Party  | 12,6          | 1                 |
| Green Party of England and Wales   | 3,8           | 1                 |
| Oberoende kandidat                 | 0,2           | 1                 |

- Källa: [3]

## Partipolitiska konsekvenser
Som ett resultat av valutgången valde Ed Miliband för Labour, Nick Clegg för Liberaldemokraterna och Nigel Farage för UKIP, att avgå som ledare för respektive parti.